# Эвелина Родигари
Эвелина Родигари (род. 14 сентября 1978, Бормио, провинция Сондрио, Италия — итальянская шорт-трекистка. Принимала участие в Олимпийских играх 2002 года, где с Маринеллой Канклини, Катей Дзини, Марой Дзини в эстафете заняла 5 место.  Четырёхкратная чемпионка Европы. Двоюродная сестра знаменитого итальянского шорт-трекиста Николы Родигари.

## Спортивная карьера
Родигари в начале своей карьеры в Италии выступала за команду Bormio Ghiaccio. С 1994 года она вышла на международные соревнования. В 1997 и в 1998 годах на Чемпионате Европы в Мальмё и в Будапеште вместе с командой выиграли в эстафете. На Чемпионате Европы в Бормио, в её родном городе, Эвелина смогла выиграть 4 медали, серебряную на 1000 метров, и в эстафете и бронзу на 1500 метров и в общем зачёте, уступив только Евгении Радановой и Кате Дзини.
После 5 места на Олимпийских играх 2002 года Родигари выиграла в эстафете 2 золотые медали Чемпионата Европы в Гренобле и Чемпионата Европы в Санкт-Петербурге  и серебряную  в Зутермере. В том же 2004 году на тренировке в Гётеборге, перед началом чемпионата мира она неудачно упала на дорожке при повороте и ударилась об ограждение спиной, получив перелом позвоночника в нескольких местах. На этом её карьера, как спортсменки закончилась.

## Личная жизнь
После ухода из спорта Родигари переехала в Бергамо и там открыла магазин одежды. Архивная копия от 4 июля 2016 на Wayback Machine. Сейчас она замужем и продолжает работать в своём магазине.